# Bia (2. řada)
Druhá řada argentinského muzikálového televizního seriálu Bia byla vysílána Disney Channel od 16. března do 24. července 2020.

## Obsazení

### Hlavní role
- Isabela Souza jako Beatriz „Bia“ Urquizová (český dabing: Malvína Pachlová)
- Julio Peña jako Manuel Quemola Gutiérrez (český dabing: Roman Hajlich)
- Guido Messina jako Alex Gutiérrez (český dabing: David Štěpán)
- Andrea De Alba jako Carmín Laguardiová (český dabing: Ivana Veselá / Marika Šoposká)
- Rodrigo Rumi jako Marcos Golden (český dabing: Daniel Krejčík)
- Giulia Guerrini jako Chiara Callegriová (český dabing: Štěpánka Fingerhutová)
- Agustina Palma jako Celeste Quinterrová (český dabing: Nina Horáková)
- Micaela Díaz jako Daisy Durantová (český dabing: Jitka Jirsová)
- Gabriella Di Grecco jako Ana / Helena Urquizová (český dabing: Martina Kechnerová)
- Julia Argüelles jako Mara Moralesová (český dabing: Lucie Kušnírová)
- Alan Madanes jako Pietro Benedetto (český dabing: Ondřej Havel)
- Esteban Velásquez jako Guillermo Ruíz (český dabing: Daniel Margolius)
- Daniela Trujillo jako Isabel „Pixie“ Ocarantová (český dabing: Klára Kubištová)
- Fernando Dente jako Víctor Gutiérrez (český dabing: Robert Hájek)
- Rhener Freitas jako Thiago Kunst (český dabing: Radovan Klučka)
- Jandino jako Jandino (český dabing: Jakub Nemčok)
- Valentina Gonzalez jako Aillén (český dabing: Barbora Šedivá)
- André Lamoglia jako Luan (český dabing: Jan Škvor)
- Sergio Surraco jako Antonio Gutiérrez (český dabing: Martin Hruška)
- Estela Ribeiro jako Alice Urquizová (český dabing: Dana Pešková)
- Alejandro Botto jako Mariano Urquiza (český dabing: Jiří Balcárek)
- Mariela Pizzo jako Paula Gutiérrezová (český dabing: Tereza Martínková)

### Vedlejší role
- Malena Ratner jako Delfina "Delfi" Alzamendiová (český dabing: Zuzana Ščerbová)
- Hylka Maria jako Alana Kunstová (český dabing: Kateřina Peřinová)
- Maximiliano Sarramone jako Juan (český dabing: Svatopluk Schuller)
- Clara Marz (český dabing: Denisa Nesvačilová)
- Macarena Suárez jako Trish (český dabing: Anna Jiřina Daňhelová)
- Alfonso Burgos jako Julián (český dabing: Pavel Dytrt)
- Felipe González Otaño jako Zeta Benedetto (český dabing: Matěj Převrátil)
- Leo Trento jako Carlos Benedetto/Pietro Benedetto Sr. (český dabing: Jakub Saic)
- Paula a Aitana Etxeberria (Twin Melody), (český dabing: Anežka Saicová)

### Hostující role v seriálu
- Katja Martínez jako Jasmin Carvajal (český dabing: Sabina Rojková)
- María José Garzón „Poché“ (český dabing: Sabina Rojková)
- Daniela Calle (český dabing: Zuzana Novotná)
- Sebastián Villalobos (český dabing: Pavel Vondrák)
- Neyra Mariel jako Uma (český dabing: Denisa Nesvačilová)
- Agustín Bernasconi (český dabing: Jakub Nemčok)
- Maxi Espindola (český dabing: Pavel Dytrt)
- Paulina Galindo "Pautips" (český dabing: Alžběta Volhejnová)

## Seznam dílů

#### První část:BeU náš život(2020)
| Č. v seriálu | Č. v řadě | Původní název                                | Premiéra v Argentině | Premiéra v ČR      |
| ------------ | --------- | -------------------------------------------- | -------------------- | ------------------ |
| 61           | 1         | Nuevos Comienzos                             | 16. března 2020      | 9. listopadu 2020  |
| 62           | 2         | Un plan perfecto                             | 17. března 2020      | 10. listopadu 2020 |
| 63           | 3         | Bajo sospecha                                | 18. března 2020      | 11. listopadu 2020 |
| 64           | 4         | Votos de confianzas y preparativos finales   | 19. března 2020      | 12. listopadu 2020 |
| 65           | 5         | Un lanzamiento de sentimientos               | 20. března 2020      | 13. listopadu 2020 |
| 66           | 6         | Como resultado de actitudes                  | 23. března 2020      | 16. listopadu 2020 |
| 67           | 7         | Malas excusas                                | 24. března 2020      | 17. listopadu 2020 |
| 68           | 8         | Colisiones de decepciones                    | 25. března 2020      | 18. listopadu 2020 |
| 69           | 9         | En los dones de la manipulación              | 26. března 2020      | 19. listopadu 2020 |
| 70           | 10        | Separados, pero juntos                       | 27. března 2020      | 20. listopadu 2020 |
| 71           | 11        | Doble trampa                                 | 30. března 2020      | 23. listopadu 2020 |
| 72           | 12        | Confianzas y secretos                        | 31. března 2020      | 24. listopadu 2020 |
| 73           | 13        | Verdades secretas                            | 1. dubna 2020        | 25. listopadu 2020 |
| 74           | 14        | Eclipsados por los miedos                    | 2. dubna 2020        | 26. listopadu 2020 |
| 75           | 15        | Buscando la verdad                           | 3. dubna 2020        | 27. listopadu 2020 |
| 76           | 16        | Crisis sentimental                           | 6. dubna 2020        | 30. listopadu 2020 |
| 77           | 17        | Intenciones y alianzas                       | 7. dubna 2020        | 1. prosince 2020   |
| 78           | 18        | Una revelación enmascarada                   | 8. dubna 2020        | 2. prosince 2020   |
| 79           | 19        | Las consecuencias de las malas repercusiones | 9. dubna 2020        | 3. prosince 2020   |
| 80           | 20        | El poder de una revelación                   | 10. dubna 2020       | 4. prosince 2020   |
| 81           | 21        | Tiempos de adversidad                        | 13. dubna 2020       | 7. prosince 2020   |
| 82           | 22        | Teoría del caos                              | 14. dubna 2020       | 8. prosince 2020   |
| 83           | 23        | En la tierra del amor y el odio              | 15. dubna 2020       | 9. prosince 2020   |
| 84           | 24        | El arte de un crimen                         | 16. dubna 2020       | 10. prosince 2020  |
| 85           | 25        | Un pasado de misterios                       | 17. dubna 2020       | 11. prosince 2020  |
| 86           | 26        | Volver a empezar                             | 20. dubna 2020       | 14. prosince 2020  |
| 87           | 27        | #BiaIsACriminal                              | 21. dubna 2020       | 15. prosince 2020  |
| 88           | 28        | La confianza se rompe                        | 22. dubna 2020       | 16. prosince 2020  |
| 89           | 29        | Un falso culpable                            | 23. dubna 2020       | 17. prosince 2020  |
| 90           | 30        | Epílogo                                      | 24. dubna 2020       | 18. prosince 2020  |
| 91           | 31        | Razones que afectan los sentimientos         | 27. dubna 2020       | 21. prosince 2020  |
| 92           | 32        | Relates y encuentros casuales                | 28. dubna 2020       | 22. prosince 2020  |
| 93           | 33        | Mentiras que ya no convencen                 | 29. dubna 2020       | 23. prosince 2020  |
| 94           | 34        | Intuición inevitable                         | 30. dubna 2020       | 28. prosince 2020  |
| 95           | 35        | Una luz de secretos y emociones              | 1. května 2020       | 29. prosince 2020  |
| 96           | 36        | Vientos de cambios                           | 4. května 2020       | 30. prosince 2020  |
| 97           | 37        | Los caminos de la verdad                     | 5. května 2020       | 31. prosince 2020  |
| 98           | 38        | Confía en tu intuición                       | 6. května 2020       | 1. ledna 2021      |
| 99           | 39        | Hechos inconvertibles                        | 7. května 2020       | 4. ledna 2021      |
| 100          | 40        | Colores que iluminan nuestros corazones      | 8. května 2020       | 5. ledna 2021      |

#### Druhá část:Tady mě najdeš(2020)
| Č. v seriálu | Č. v řadě | Původní název                         | Premiéra v Argentině | Premiéra v ČR  |
| ------------ | --------- | ------------------------------------- | -------------------- | -------------- |
| 101          | 41        | Si El Cielo Se Oscurece               | 29. června 2020      | 6. ledna 2021  |
| 102          | 42        | El Lado Sombrío De La Verdad          | 30. června 2020      | 7. ledna 2021  |
| 103          | 43        | Guerra de Confidencias                | 1. července 2020     | 8. ledna 2021  |
| 104          | 44        | Acerca De Cometer Errores             | 2. července 2020     | 11. ledna 2021 |
| 105          | 45        | El Amor Puede Curar Todas Las Heridas | 3. července 2020     | 12. ledna 2021 |
| 106          | 46        | Cansancios y Intentos                 | 6. července 2020     | 13. ledna 2021 |
| 107          | 47        | Mar de Dudas                          | 7. července 2020     | 14. ledna 2021 |
| 108          | 48        | La Sintonía Que Nos Une               | 8. července 2020     | 15. ledna 2021 |
| 109          | 49        | Amor Inevitable                       | 9. července 2020     | 18. ledna 2021 |
| 110          | 50        | La Verdad Está Cerca                  | 10. července 2020    | 19. ledna 2021 |
| 111          | 51        | #SaveTheFundom                        | 13. července 2020    | 20. ledna 2021 |
| 112          | 52        | Disculpas y Amenazas                  | 14. července 2020    | 21. ledna 2021 |
| 113          | 53        | Lágrimas del Corazón                  | 15. července 2020    | 22. ledna 2021 |
| 114          | 54        | Maneras de Pedir Perdón               | 16. července 2020    | 25. ledna 2021 |
| 115          | 55        | Sorprendentes Revelaciones            | 17. července 2020    | 26. ledna 2021 |
| 116          | 56        | Gran Reencuentro                      | 20. července 2020    | 27. ledna 2021 |
| 117          | 57        | Planes Para BeU                       | 21. července 2020    | 28. ledna 2021 |
| 118          | 58        | Palabras Que Duelen                   | 22. července 2020    | 29. ledna 2021 |
| 119          | 59        | ¿Cuándo Pasó?                         | 23. července 2020    | 1. února 2021  |
| 120          | 60        | Aquí me Encontrarás                   | 24. července 2020    | 2. února 2021  |
| 121          | 61        | Bia: Un Mundo al Revés                | 19. února 2021       | bude oznámeno  |